# Seznam vrcholů ve Strážovských vrších

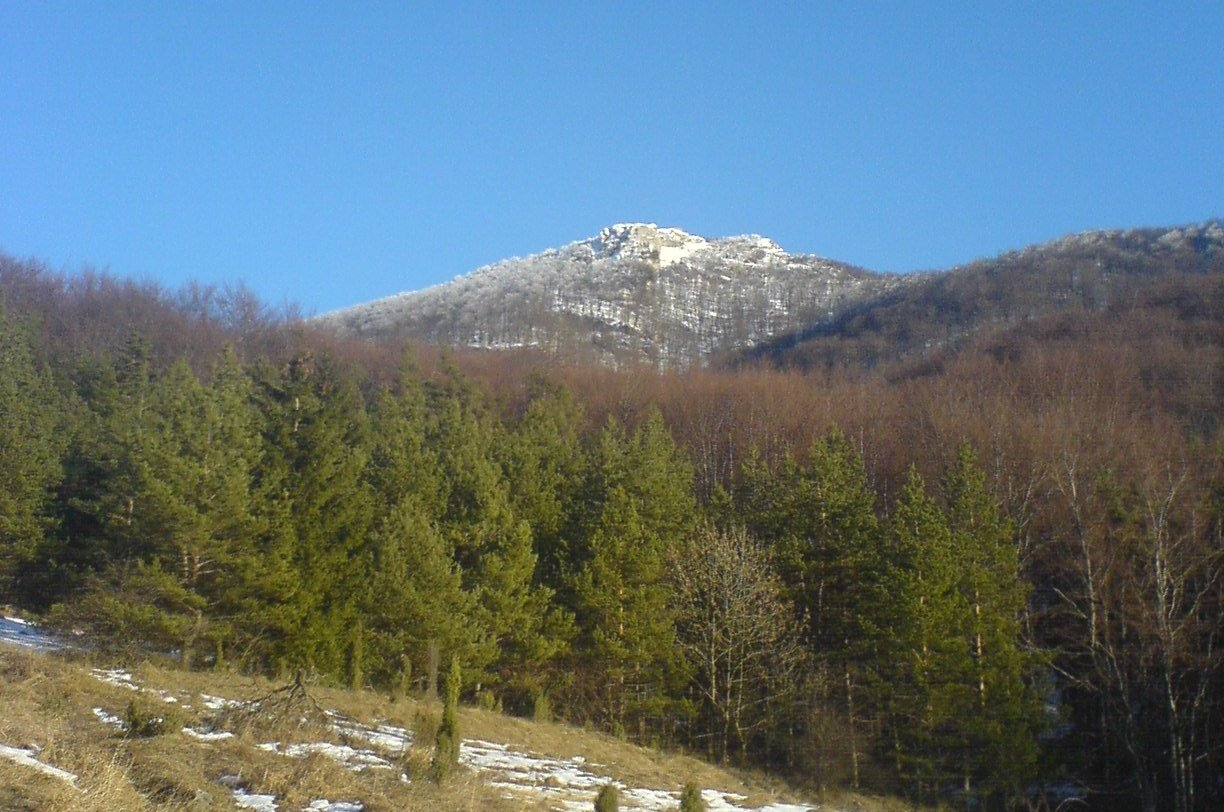
Strážov (1213 m)

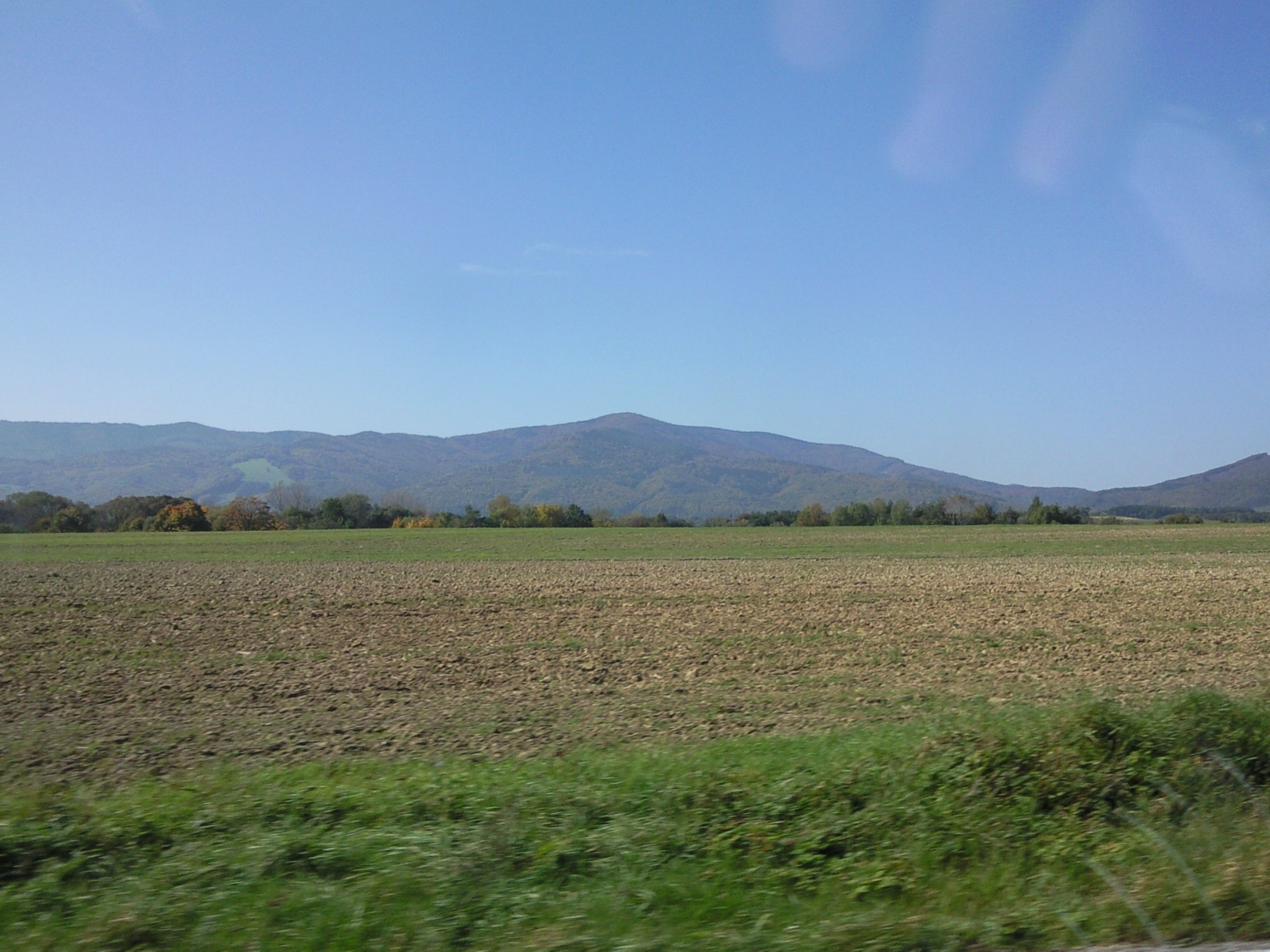
Magura (1141 m)

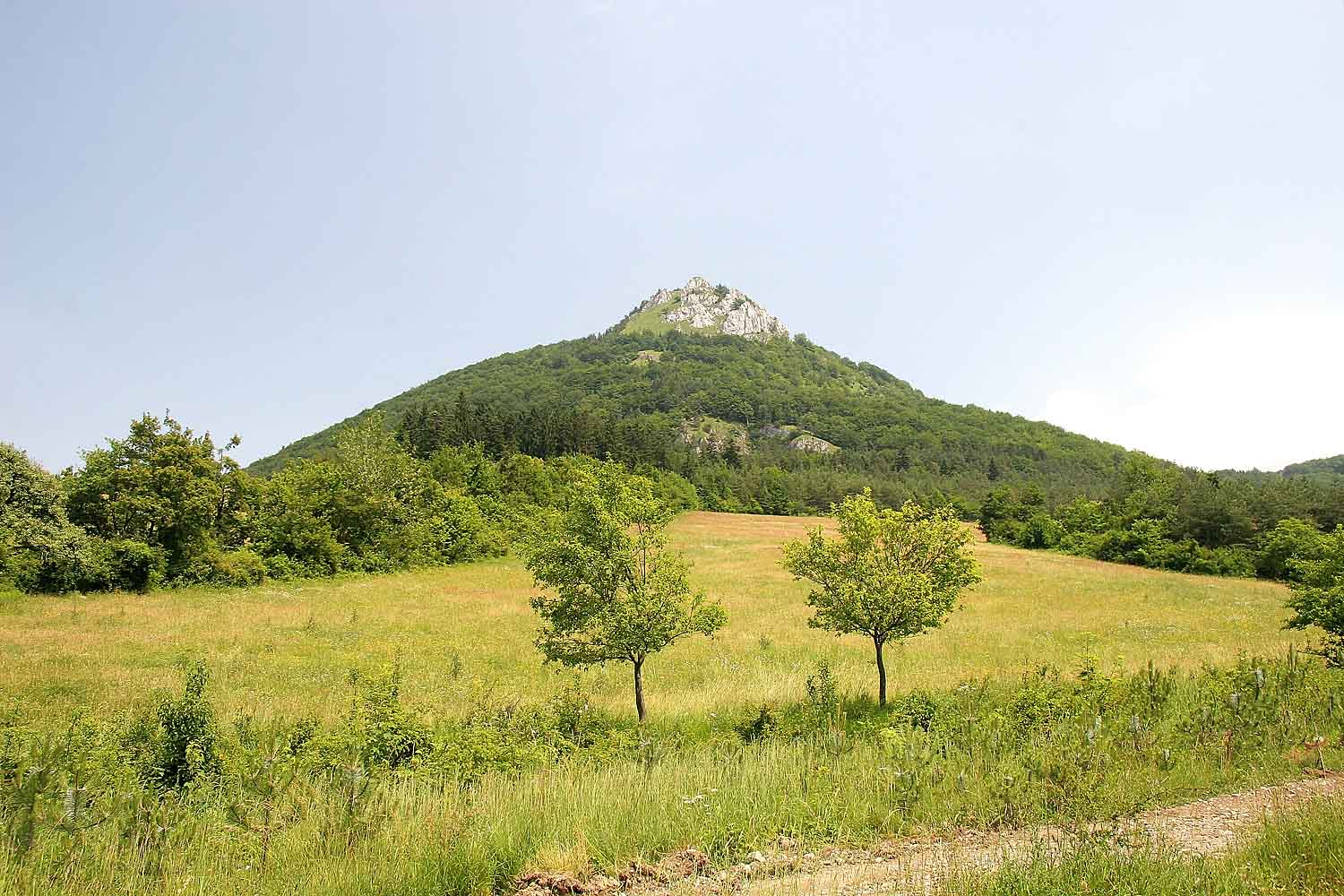
Vápeč (956 m)

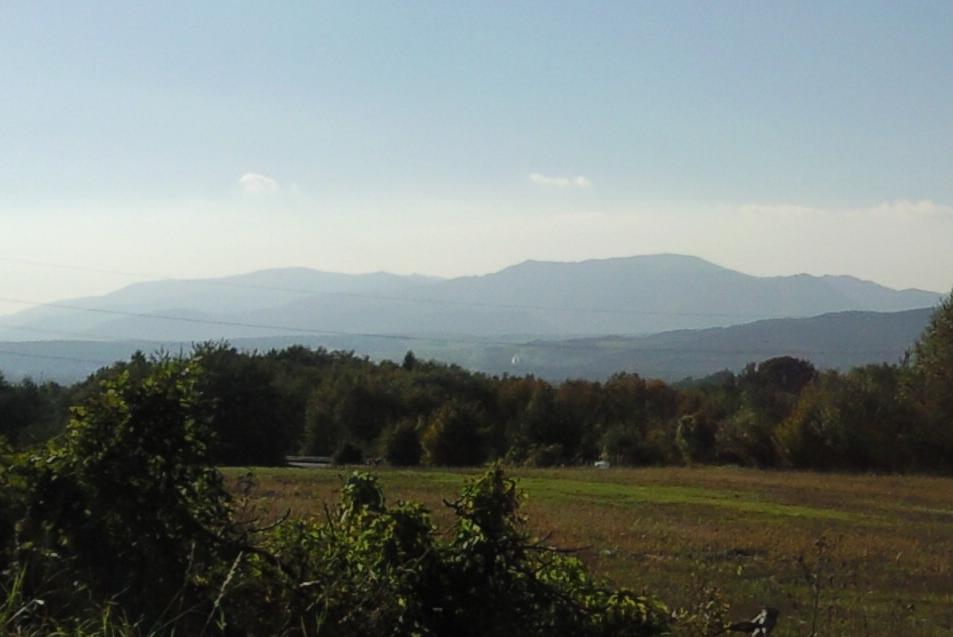
Rokoš (1010 m)

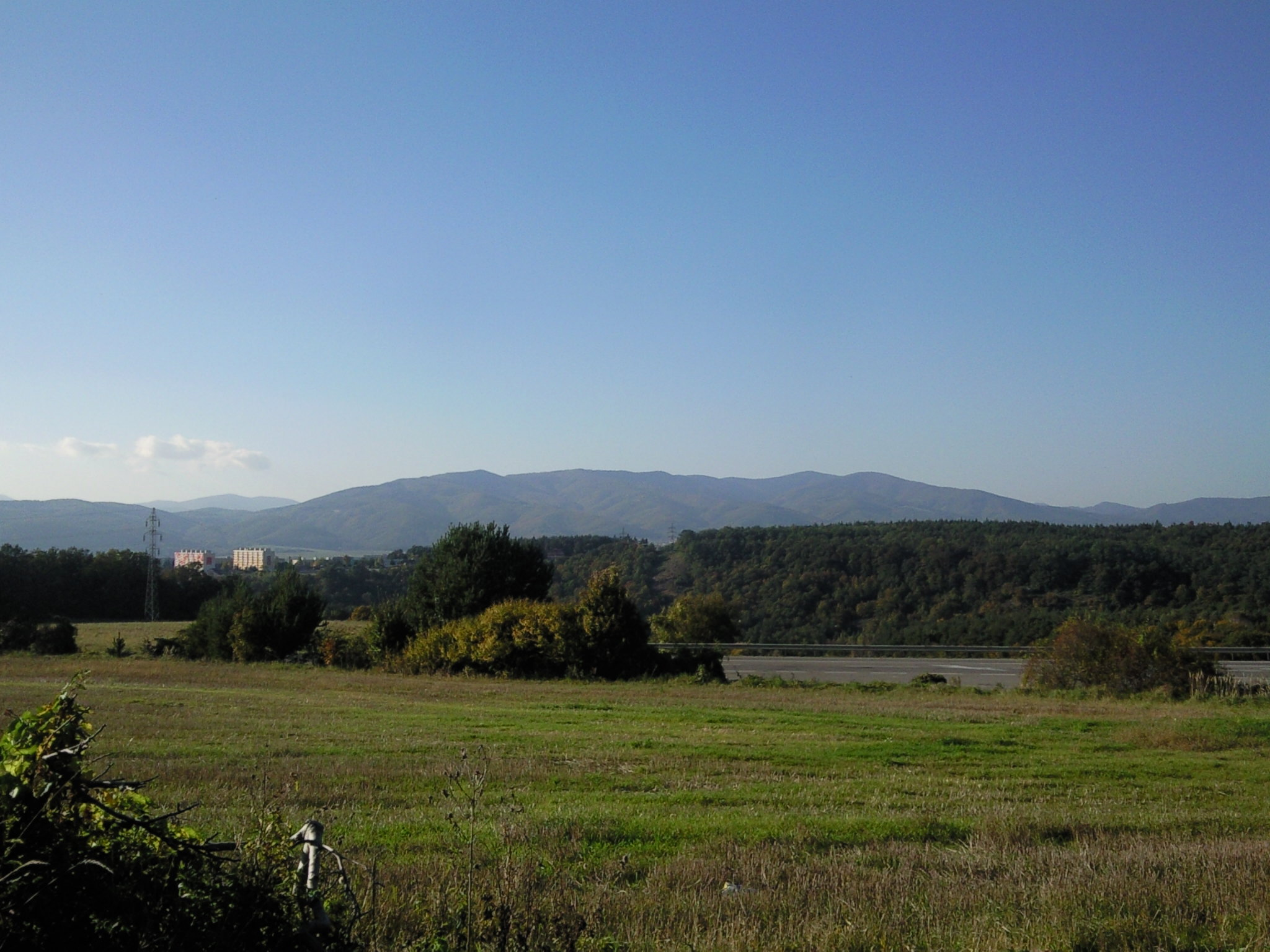
Malá Magura (1101 m)

Seznam vrcholů ve Strážovských vrších zahrnuje pojmenované vrcholy s nadmořskou výškou nad 900 m. K sestavení seznamu bylo použito map dostupných na stránkách hiking.sk.

## Seznam vrcholů
| #   | Vrchol          | Výška (m) | Souřadnice                       | Přístup                                              |
| --- | --------------- | --------- | -------------------------------- | ---------------------------------------------------- |
| 1.  | Strážov         | 1213      | 48°57′20″ s. š., 18°28′00″ v. d. | červená turistická značka                            |
| 2.  | Magura          | 1141      | 48°52′03″ s. š., 18°31′46″ v. d. | červená turistická značka · zelená turistická značka |
| 3.  | Malá Magura     | 1101      | 48°52′35″ s. š., 18°31′01″ v. d. | červená turistická značka · žlutá turistická značka  |
| 4.  | Homôľka         | 1073      | 48°57′24″ s. š., 18°36′03″ v. d. | červená turistická značka                            |
| 5.  | Čierny vrch     | 1068      | 48°57′45″ s. š., 18°29′05″ v. d. | zelená turistická značka                             |
| 6.  | Hrubá Kečka     | 1037      | 48°59′01″ s. š., 18°30′44″ v. d. | neznačeno                                            |
| 7.  | Sokolie         | 1032      | 48°58′50″ s. š., 18°27′55″ v. d. | neznačeno                                            |
| 8.  | Suchý vrch      | 1028      | 48°50′26″ s. š., 18°25′10″ v. d. | červená turistická značka · modrá turistická značka  |
| 9.  | Čelo            | 1016      | 48°58′18″ s. š., 18°35′03″ v. d. | neznačeno                                            |
| 10. | Rokoš           | 1010      | 48°46′16″ s. š., 18°26′03″ v. d. | červená turistická značka                            |
| 11. | Čierny vrch     | 997       | 48°48′54″ s. š., 18°24′31″ v. d. | červená turistická značka                            |
| 12. | Veľká Homoľa    | 995       | 48°48′34″ s. š., 18°24′42″ v. d. | červená turistická značka                            |
| 13. | Suchá hora      | 986       | 48°55′33″ s. š., 18°21′19″ v. d. | neznačeno                                            |
| 14. | Úplaz           | 981       | 48°59′11″ s. š., 18°34′22″ v. d. | neznačeno                                            |
| 15. | Dlhá lúka       | 980       | 48°56′16″ s. š., 18°36′25″ v. d. | neznačeno                                            |
| 16. | Javorinka       | 973       | 48°56′45″ s. š., 18°31′51″ v. d. | neznačeno                                            |
| 17. | Čičerman        | 956       | 48°55′09″ s. š., 18°31′34″ v. d. | neznačeno                                            |
| 18. | Vápeč           | 956       | 48°56′21″ s. š., 18°19′34″ v. d. | červená turistická značka                            |
| 19. | Baske           | 955       | 48°52′48″ s. š., 18°15′28″ v. d. | modrá turistická značka · žlutá turistická značka    |
| 20. | Malý Rokoš      | 953       | 48°45′43″ s. š., 18°26′26″ v. d. | neznačeno                                            |
| 21. | Žihľavník       | 953       | 48°53′03″ s. š., 18°14′53″ v. d. | neznačeno                                            |
| 22. | Hrubá Zliezajňa | 946       | 48°56′20″ s. š., 18°22′19″ v. d. | neznačeno                                            |
| 23. | Gábrišské vrchy | 939       | 48°58′17″ s. š., 18°24′51″ v. d. | neznačeno                                            |
| 24. | Javorina        | 938       | 48°56′55″ s. š., 18°33′25″ v. d. | červená turistická značka                            |
| 25. | Čierny vrch     | 936       | 48°59′35″ s. š., 18°30′29″ v. d. | neznačeno                                            |
| 26. | Boškovie laz    | 935       | 48°49′36″ s. š., 18°32′28″ v. d. | červená turistická značka · modrá turistická značka  |
| 27. | Kudlajov vrch   | 933       | 48°57′14″ s. š., 18°29′26″ v. d. | neznačeno                                            |
| 28. | Capárka         | 924       | 48°51′24″ s. š., 18°23′45″ v. d. | neznačeno                                            |
| 29. | Strážovce       | 924       | 48°56′22″ s. š., 18°28′19″ v. d. | neznačeno                                            |
| 30. | Čihoc           | 919       | 48°44′38″ s. š., 18°25′31″ v. d. | zelená turistická značka                             |
| 31. | Diamami         | 916       | 48°58′12″ s. š., 18°29′27″ v. d. | neznačeno                                            |
| 32. | Okrúhly vrch    | 914       | 48°51′48″ s. š., 18°24′43″ v. d. | neznačeno                                            |
| 33. | Priečna         | 910       | 48°57′42″ s. š., 18°33′55″ v. d. | červená turistická značka                            |
| 34. | Temešská skála  | 910       | 48°52′08″ s. š., 18°29′32″ v. d. | žlutá turistická značka                              |
| 35. | Malá Homoľa     | 909       | 48°48′24″ s. š., 18°23′52″ v. d. | neznačeno                                            |
| 36. | Ostrá Malenica  | 909       | 49°01′16″ s. š., 18°24′24″ v. d. | zelená turistická značka                             |
| 37. | Homôľka         | 907       | 48°54′29″ s. š., 18°19′28″ v. d. | neznačeno                                            |
| 38. | Hoľazne         | 901       | 48°55′45″ s. š., 18°17′03″ v. d. | neznačeno                                            |
| 39. | Plevňa          | 901       | 48°46′09″ s. š., 18°26′59″ v. d. | žlutá turistická značka                              |